# Susanne Walldoff
Susanne "Sussie" Maria Elisabeth Walldoff Lundquist, född 17 oktober 1958, är en svensk före detta basketspelare.
Walldoff började spela som 14-åring i KfUM Central och blev sedan värvad till Alviks BK:s damlag år 1977-1986 med position center. Hon har senare varit verksam som coach i klubben. Hon är dotter till Sven-Olof Walldoff. Hon har coachat sina barn Klara född år 1999 och Anna född år 1996. 